# Tanka Sapkota
Tanka Sapkota, (Damek, Nepal, 15 de janeiro de 1974), é um renomado chef e proprietário de vários restaurantes prestigiados em Lisboa, Portugal. Cresceu em uma família de agricultores e deixou o Nepal inicialmente para evitar casamentos arranjados, abandonando posteriormente o curso de Direito para seguir seus sonhos culinários em Estugarda, Alemanha. Sua jornada no mundo da culinária começou lavando pratos, passando para assistente de cozinha, pizzaiolo e garçom, até finalmente se tornar chef. Uma estadia planejada para ser curta em Portugal se transformou em um compromisso vitalício, levando-o a abrir seu primeiro restaurante, Come Prima, em Lisboa, em 1999. Sua dedicação à excelência o levou a estudar na prestigiada Gambero Rosso Academy na Itália, aprendendo com renomados chefs e pizzaiolos.  Do Nepal para Portugal, o chef está à frente de quatro restaurantes em Lisboa que se destacam pela qualidade e pela originalidade.
Mais recentemente é também protagonista do documentário "Sabores de Itália" na televisão Portuguesa, onde acompanha produtores locais, chefs com estrelas Michelin e a história de pratos típicos das várias localidades Italianas.

## Carreira
Tanka Sapkota (nascido em 15 de janeiro de 1974, em Damek, Nepal) é um chef e empresário gastronômico com base em Lisboa, Portugal. É proprietário dos restaurantes Come Prima, Forno d’Oro, Il Mercato e Casa Nepalesa, que oferecem uma combinação de influências das culinárias nepalesa, portuguesa e italiana. Seu trabalho é focado no uso de ingredientes sazonais e técnicas tradicionais. 
Sapkota cresceu em uma família de agricultores no Nepal, o que influenciou o seu interesse por produtos naturais e cultivados localmente. Em busca de independência, abandonou o curso de Direito e mudou-se para Estugarda, na Alemanha, onde começou a trabalhar na área da gastronomia. Posteriormente, estabeleceu-se em Lisboa e, em 1999, abriu o restaurante Come Prima. Para aprimorar suas habilidades, frequentou a Gambero Rosso Academy, na Itália, onde estudou com chefs e pizzaiolos de renome.
Além de sua atuação na gastronomia, Sapkota participa de iniciativas filantrópicas e culturais. No Nepal, apoia a educação de crianças carentes por meio da Fundação Gurukul Vidyapeeth. Durante a pandemia de COVID-19, organizou a distribuição de pizzas para comunidades em Lisboa em parceria com a Câmara Municipal. Ele também se dedica à pesquisa e utilização de ingredientes locais em Portugal, como o trigo Barbela e trufas.
Tanka Sapkota foi reconhecido com diversos prêmios, incluindo a condecoração na "Ordem das Trufas e dos Vinhos de Alba" em Piemonte, o "Pizza Top 50 Award" e o título de "Melhor Jovem Empresário Empreendedor do Ano" concedido pela AHRESP. Reside em Lisboa com sua esposa e filhos. 

## Restaurantes
Tanka Sapkota é chef e proprietário de quatro restaurantes localizados em Lisboa, cada um com uma proposta culinária distinta:
- Come Prima: Fundado em 1999, especializado em cozinha italiana com foco em pratos à base de trufas. [7][8]
- Forno d’Oro: Inaugurado em 2015, destaca-se pelas pizzas com fermentação prolongada de 36 horas e pela oferta de cervejas artesanais. Subiu quatro posições no guia 50 Top Pizza Europa 2024. Mantém-se como a melhor pizzaria em Portugal.[9][10]
- Il Mercato: Aberto em 2016, combina um restaurante especializado em massas frescas com um mercado que disponibiliza produtos italianos.[11]

- Casa Nepalesa: Fundado em 2010, oferece pratos da culinária nepalesa, utilizando ingredientes típicos dos Himalaias em combinação com produtos locais portugueses.[12]

## Prémios
Tanka Sapkota foi reconhecido com diversos prêmios ao longo de sua carreira, incluindo:
- Melhor Jovem Empresário - Empreendedor do Ano (AHRESP, 2016)
- Forno d’Oro: Classificado entre as Top 10 Neapolitan Pizza in the World
- Forno d’Oro: Listado no "50 Top Pizza" como a 12ª melhor pizzaria da Europa em todas as categorias[13]
- Come Prima: Eleito o Melhor Restaurante de Cozinha do Mundo do Ano (2021)
- Come Prima: Incluído na lista dos 70 Best Restaurants with Pizzeria in the World[14]
- Condecorado como Cavaliere delle Trufe e dei Vini di Alba [15]

- Pizza Top 50 Award (2024) [16]

## Televisão, Rádio e Imprensa
Tanka Sapkota foi destacado em diversos meios de comunicação devido à sua atuação na gastronomia e suas contribuições para o setor:
- TVI e SIC: Reportaram a descoberta da primeira trufa negra em Portugal, realizada com sua participação.[17][18]
- TIMEOUT e VISÃO - SETE: Deram destaque aos seus pratos e abordagens inovadoras na culinária. [19][20]

- Realizou entrevistas e foi tema de artigos em várias publicações, incluindo TIMEOUT, VISÃO e a RTP, que abordaram tanto seus restaurantes quanto suas conquistas no cenário gastronômico.[21]
- Protagonista do documentário "Sabores de Itália" na TVI. [22]

## Solidariedade
Tanka está ativamente envolvido em trabalhos comunitários e de caridade:
- Distribuiu 10.500 pizzas em Lisboa durante a pandemia de COVID-19.

- Apoia um convento no Nepal que promove a educação infantil.

- Contribuiu para os esforços de alívio do terremoto no Nepal em 2015, do terremoto na Itália em 2016, do incêndio em Pedrógão Grande em 2017 e do ciclone Idai em Moçambique em 2019.[23]

- Organizou um almoço de caridade no Natal de 2017 e apoiou o evento do Dia da Criança no Centro Social e Paroquial São Francisco de Paula em 2019.[24]